# Presidentvalet i Somalia 2017

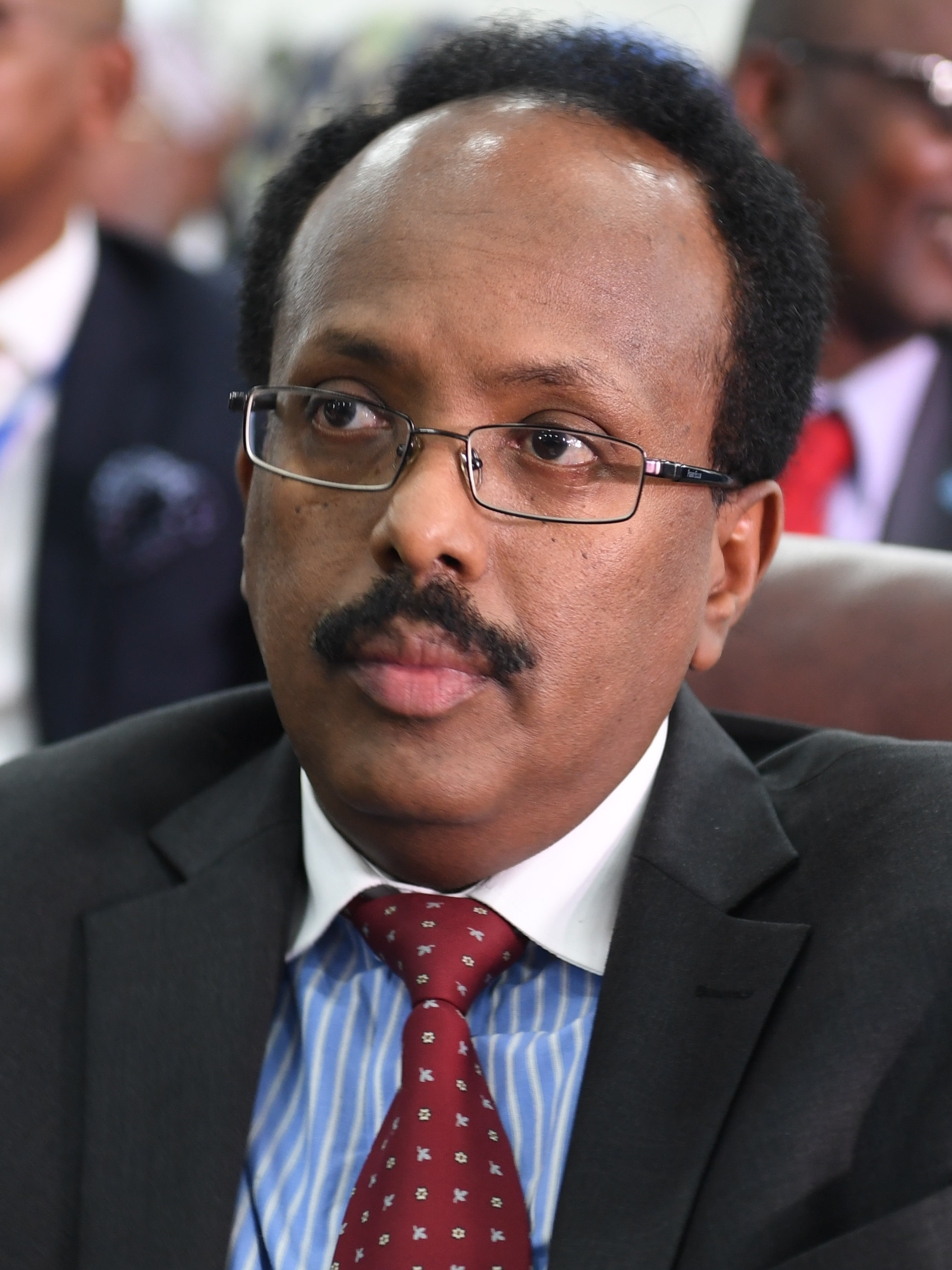
Mohamed Abdullahi Mohamed.

Presidentvalet i Somalia 2017 hölls den 8 februari. Den före detta premiärministern Mohamed Abdullahi Mohamed vann valet och blev därför utnämnd till Somalias president för de kommande fyra åren. 

## Resultat
Ingen kandidat fick två tredjedelars majoritet i första valomgången. Därför blev det även en andra valomgång med fyra kandidater: Hassan Sheikh Mohamud, Mohamed Abdullahi Mohamed, Sharif Sheikh Ahmed och Omar Abdirashid Sharmarke.
| Kandidat                      | Röster |
| ----------------------------- | ------ |
| Hassan Sheikh Mohamud         | 88     |
| Mohamed Abdullahi Mohamed     | 72     |
| Sharif Sheikh Ahmed           | 49     |
| Omar Abdirashid Ali Sharmarke | 37     |

| Kandidat                  | Röster |
| ------------------------- | ------ |
| Mohamed Abdullahi Mohamed | 184    |
| Hassan Sheikh Mohamud     | 97     |
| Sharif Sheikh Ahmed       | 45     |